# 奧爾加 (佛羅里達州)
奧爾加（英語：Olga）是位於美國佛羅里達州李縣的一個人口普查指定地區。

## 地理
奧爾加的座標為26°42′55″N 81°42′09″W / 26.71528°N 81.70250°W，而該地最高點為海拔高度1米（即3英尺）。

## 人口
根據2010年美國人口普查的數據，奧爾加的面積為11.40平方千米，當中陸地面積為11.00平方千米，而水域面積為0.40平方千米。當地共有人口1498人，而人口密度為每平方千米131人。